# ГОНТИ
ГОНТИ (Государственное объединённое научно-техническое издательство Народного комиссариата тяжелой промышленности СССР) — одно из ведущих советских издательств, выпускавшее учебную, справочную и научную литературу технического характера для всех отраслей народного хозяйства.

## История
В конце 1920-х годов в Ленинграде было основано «Государственное Научно-Техническое Издательство» (ГНТИ).
С 1931 года получило название — Объединение научно-технических издательств (ОНТИ).
С 1934 года переименовано в Объединённое научно-техническое издательство (ОНТИ).
С 1938 года ОНТИ было преобразовано в «Государственное научно-технического издательство» — ГОНТИ. К этому периоду издательство в основном сконцентрировалось на выпуске научно-технической литературы. За год до этого была закрыта «Главная редакция юношеской и научно-популярной литературы» входящая в структуру издательства.
В годы третьей пятилетки произведена новая реорганизация системы издательств технической литературы. В 1938 году из ГОНТИ выделена группа самостоятельных издательств — Машгиз, Оборонгиз и Госстройиздат.
24 января 1939 года, в связи с разукрупнением Наркомтяжпрома СССР, ГОНТИ было ликвидировано. Из его редакций при наркоматах был создан ряд отраслевых издательств — Гостоптехиздат, Энергоиздат, Металлургиздат, Госхимиздат и пр.

## Издательская деятельность
Наибольшее количество литературы издательство выпускало по таким отраслям промышленности, как металлургия и машиностроение, химия, топливная промышленность, строительное дело, что было обусловлено преимущественным развитием этих отраслей в тот период развития СССР.

## Итоги
Расформирование ГОНТИ ознаменовало собой конец эпохи единой советской организованной технической печати. В течение года на базе объединённых редакций появилось значительное количество самостоятельных отраслевых издательств. При этом стоит отметить, что дифференциация технических издательств способствовала более тесной связи их с производством, облегчала руководство издательским делом. Издательства получили возможность шире привлекать крупных специалистов данной отрасли, улучшить ассортимент книг и повысить их качество.
При этом возник закономерный вопрос связанный с тем, кто будет заниматься публикацией общей для всех отраслей народного хозяйства технической литературы. В итоге спустя полгода — в августе 1939 года в структуре ОГИЗ было создано «Государственное издательство технико-теоретической литературы», которое стало заниматься исключительно литературой по физико-математическим вопросам.